# St Mabyn
St Mabyn (Sen Mabon en cornique) est un village et une paroisse civile des Cornouailles, en Angleterre. Au moment du recensement de 2011, il comptait 646 habitants.
Il doit son nom à Mabyn, une sainte galloise, fille de Brychan. L'église du village, de style gothique perpendiculaire, lui est consacrée. C'est un monument classé de grade I.